# NGC 2997
NGC 2997 je spirální galaxie v souhvězdí Vývěvy. Od Země je vzdálená přibližně 29 milionů světelných let a je hlavním členem skupiny galaxií NGC 2997, která se značí také LGG 180.
Je to spirální galaxie s těsně navinutými rameny, jejíž jádro obklopují řetězce mraků ionizovaného vodíku.
Objevil ji William Herschel 4. března 1793.